# Gò Công (phường)
Gò Công là một phường thuộc tỉnh Đồng Tháp, Việt Nam.

## Địa lý
Phường Gò Công có vị trí địa lý:
- Phía đông giáp phường Long Thuận.
- Phía tây giáp xã Phú Thành.
- Phía nam giáp xã Long Bình và Tân Hòa.
- Phía bắc giáp phường Bình Xuân.

Phường Gò Công có diện tích 10,06 km², dân số năm 2025 là 36.124 người, mật độ dân số đạt 3.590 người/km².

## Lịch sử
Ngày 16 tháng 6 năm 2025, Ủy ban Thường vụ Quốc hội ban hành Nghị quyết số 1663/NQ-UBTVQH15 về việc sắp xếp các đơn vị hành chính cấp xã của tỉnh Đồng Tháp năm 2025. Theo đó, sắp xếp toàn bộ diện tích tự nhiên, quy mô dân số của Phường 1, Phường 5 (thành phố Gò Công) và phường Long Hòa thành phường mới có tên gọi là phường Gò Công.
Sau khi sáp nhập, phường Gò Công có 10,06 km² diện tích tự nhiên và dân số 36.124 người.